# Eu, monstrul
Eu, monstrul (în engleză I, Monster) este un film de groază regizat de Stephen Weeks (debut regizoral) după un scenariu de Milton Subotsky[*] bazat pe nuvela Straniul caz al doctorului Jekyll și al domnului Hyde de Robert Louis Stevenson. În rolurile principale au interpretat actorii Christopher Lee, Peter Cushing și Mike Raven.
A  avut premiera în 1971, fiind distribuit de British Lion Films. Coloana sonoră a fost compusă de Carl Davis[*].

## Rezumat
Psihologul Charles Marlowe descoperă un medicament care poate elibera pacienții de inhibițiile lor. Când îl testează pe el însuși, se transformă în răul Edward Blake, care devine în cele din urmă un criminal. Utterson, avocatul lui Marlowe, crede că Blake îi șantajează prietenul până când descoperă adevărul.

## Distribuție
Au interpretat actorii:

Christopher Lee (Marlowe / Blake)
Peter Cushing (Utterson)
Mike Raven[*] (Enfield)
Richard Hurndall[*] (Lanyon)
George Merritt[*] (Poole)
Kenneth J. Warren[*] (Deane)
Marjie Lawrence[*] (Annie)
Michael Des Barres[*] (Boy in Alley)
Sue Jameson[*] (Diane)  